# Dokumentationssystem
Ein Dokumentationssystem ist ein System oder Verfahren, das ein leichtes Wiederauffinden von Dokumenten ermöglicht. Die Dokumente werden dazu archiviert und dokumentiert. Dies geschieht inzwischen fast immer mit Hilfe von Datenbanken.
Die Bandbreite von Dokumentationssystemen reicht von einfachen Katalogen bis hin zu komplexen Content-Management-Systemen.
Es lassen sich 5 Bestandteile eines jeden Dokumentationssystems ausmachen:
- Dokumentations(bezugs)einheiten (die Dokumente bzw. deren Träger)
- Ordnungssysteme
- Dokumenten- und Deskriptorenspeicher
- Organisatorische Festlegungen
- Retrievalsystem

Zur Erschließung der Dokumente werden diese mit Metadaten versehen. Die Metadaten-arten und -ausprägungen sind durch das Ordnungssystem gegeben. Dies kann z. B. ein Regelwerk sein und durch automatische Indexierung angewendet werden. Die Verfahren stammen aus der Dokumentationswissenschaft und dem Information Retrieval. Zur Aufbewahrung der Dokumente ist eine fachgerechte Lagerung im Dokumentenspeicher und zur Speicherung die Einhaltung von Datenformaten wichtig, vor allem zur Langzeitarchivierung.
Ein weiterer wichtiger Bestandteil von Dokumentationssystemen sind oft Dokumentationssprachen, die eine sachliche Erschließung der Dokumente über Schlagworte und Suchbegriffe (Deskriptoren) ermöglichen und im Ordnungssystem sowie Retrievalsystem angewendet werden. Als Dokumentationssprachen werden Schlagwortkataloge, Klassifikationen und Thesauri verwendet. In zunehmendem Maße wird auch versucht, komplexere Ontologie einzusetzen; diese Technik steckt jedoch noch in den Anfängen.
Eine Organisatorische Festlegung ist z. B. die Format-Festlegung von Quellen-Angaben in Dokumenten nach DIN 1505. Das Retrievalsystem ist das Dokumenten-Zugriffs-, Beschaffungs- und Darstellungs-System.
Für die Suche nach Dokumenten und Informationen, die nicht zuvor mit Hilfe eines Dokumentationssystems erschlossen wurden, werden Verfahren des Information Retrieval und der Data-Mining eingesetzt, beispielsweise Suchmaschinen.
Von besonderer Bedeutung ist ein funktionierendes Dokumentationssystem für Einrichtungen wie Versicherungen und Ärzte, die einer Dokumentationspflicht unterliegen.
Im Sprachgebrauch (z. B. Medizinische Dokumentation) werden Programme zur Dokumentation von Daten häufig ebenfalls als Dokumentationssysteme bezeichnet (z. B. Tumordokumentationssysteme von Krebsregistern), auch wenn es sich hierbei eher um Informationssysteme handelt.